# Két rák
A Két rák egy csendélet olajfestmény, amelyet Vincent van Gogh festett meg 1889-ben. A festményen zöld háttérben két rák látható, és az egyik a hátára van fordulva.
Feltételezések szerint Van Gogh 1889. januárjában  festette ezt a festményt. Valószínűleg Hokusai japán rákot ábrázoló lenyomata ihlette, amelyet a Le Japon Artistique magazinban látott, és amelyet testvére, Theo van Gogh küldött neki 1888. szeptemberében.
A festményt a londoni National Gallery őrzi.

## Hasonló festménye
Van Gogh festette a Rák a hátára fordulva című festményt is, amely egy rákot ábrázol ami a hátára van fordulva. A festmény a Van Gogh Múzeum-ban található.

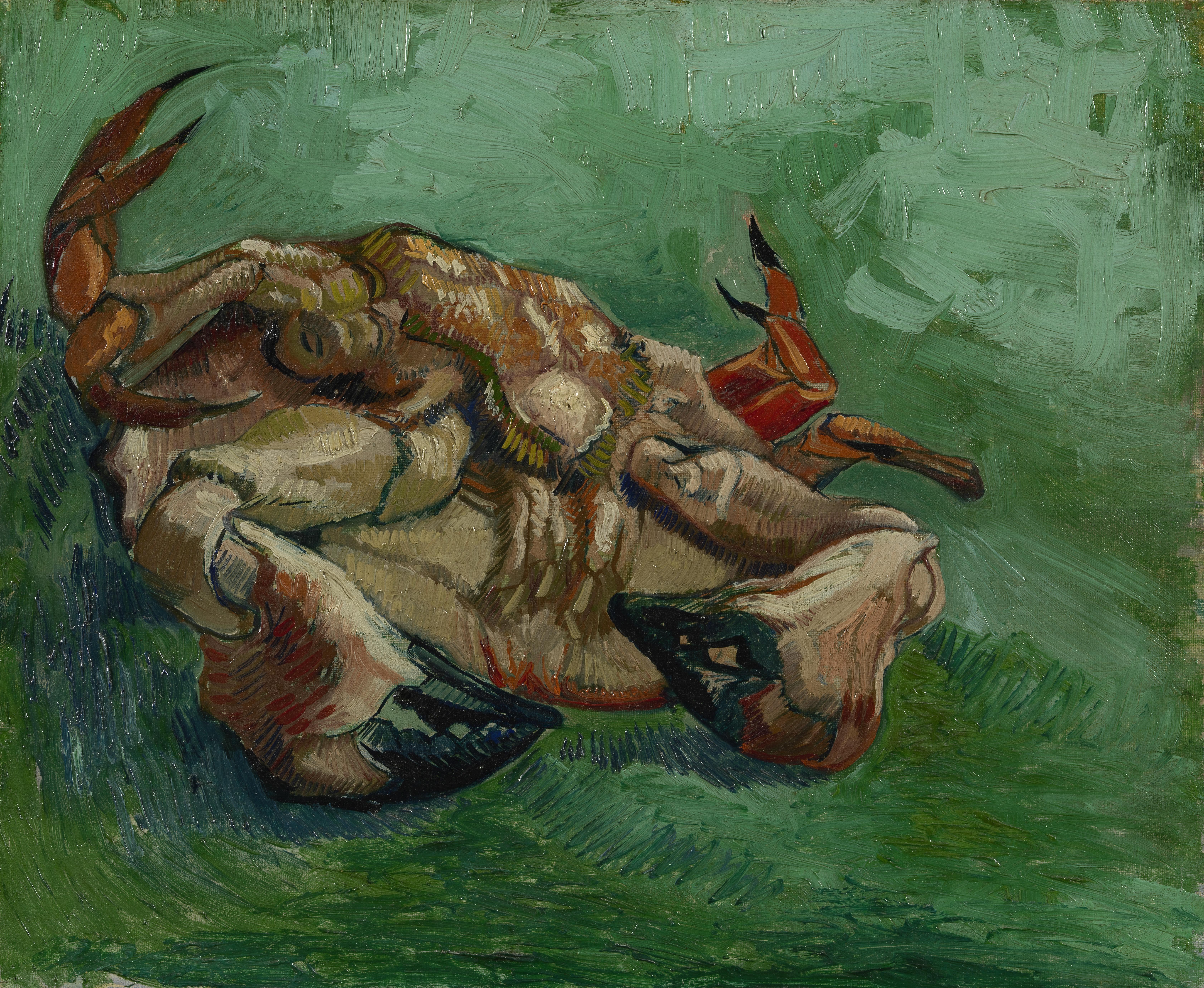
Rák a hátára fordulva (1889)

## Fordítás
Ez a szócikk részben vagy egészben  a   Two Crabs című angol Wikipédia-szócikk ezen változatának fordításán alapul.  Az eredeti cikk szerkesztőit annak laptörténete sorolja fel. Ez a jelzés csupán a megfogalmazás eredetét és a szerzői jogokat jelzi, nem szolgál a cikkben szereplő információk forrásmegjelöléseként.